# Nederlandse kampioenschappen schaatsen afstanden 2018 - 1500 meter mannen
De 1500 meter mannen op de Nederlandse kampioenschappen schaatsen afstanden 2018 werd gereden op vrijdag 27 oktober 2017 in ijsstadion Thialf te Heerenveen. Er namen drieëntwintig mannen deel.

## Statistieken

### Uitslag
| Positie | Schaatser        | Paar | Baan | Tijd       |
| ------- | ---------------- | ---- | ---- | ---------- |
| Goud    | Koen Verweij     | 10   | I    | 1:45.07    |
| Zilver  | Thomas Krol      | 10   | O    | 1:45.35    |
| Brons   | Sven Kramer      | 11   | O    | 1:46.50    |
| 4       | Lucas van Alphen | 7    | O    | 1:46.70 PR |
| 5       | Marcel Bosker    | 7    | I    | 1:46.83    |
| 6       | Kjeld Nuis       | 12   | I    | 1:47.20    |
| 7       | Jan Blokhuijsen  | 12   | O    | 1:47.46    |
| 8       | Patrick Roest    | 11   | I    | 1:47.80    |
| 9       | Chris Huizinga   | 6    | O    | 1:48.69 PR |
| 10      | Jos de Vos       | 4    | O    | 1:48.79    |
| 11      | Pim Schipper     | 5    | I    | 1:48.91    |
| 12      | Lennart Velema   | 9    | O    | 1:48.99    |
| 13      | Thomas Geerdinck | 4    | I    | 1:49.45    |
| 14      | Thijs Roozen     | 8    | I    | 1:49.70    |
| 15      | Wesly Dijs       | 8    | O    | 1:50.43    |
| 16      | Gijs Esders      | 2    | O    | 1:50.70    |
| 17      | Tijmen Snel      | 6    | I    | 1:51.00    |
| 18      | Gerben Jorritsma | 3    | I    | 1:51.02    |
| 19      | Daan Baks        | 5    | O    | 1:51.03    |
| 20      | Jeroen Janissen  | 2    | I    | 1:52.05    |
| 21      | Joep Kalverdijk  | 9    | I    | 1:52.47    |
| 22      | Lex Dijkstra     | 1    | I    | 1:52.61    |
| 23      | Kees Heemskerk   | 3    | O    | 1:52.86    |

Scheidsrechter: Berri de Jonge. Assistent: Ingrid Heijnsbroek 
 Starter: André de Vries 

### Loting
| Rit | Binnenbaan       | Buitenbaan       |
| --- | ---------------- | ---------------- |
| 1   | Lex Dijkstra     |                  |
| 2   | Jeroen Janissen  | Gijs Esders      |
| 3   | Gerben Jorritsma | Kees Heemskerk   |
| 4   | Thomas Geerdinck | Jos de Vos       |
| 5   | Pim Schipper     | Daan Baks        |
| 6   | Tijmen Snel      | Chris Huizinga   |
| 7   | Marcel Bosker    | Lucas van Alphen |
| 8   | Thijs Roozen     | Wesly Dijs       |
| 9   | Joep Kalverdijk  | Lennart Velema   |
| 10  | Koen Verweij     | Thomas Krol      |
| 11  | Patrick Roest    | Sven Kramer      |
| 12  | Kjeld Nuis       | Jan Blokhuijsen  |

1987 · 
1988 · 
1989 · 
1990 · 
1991 · 
1992 · 
1993 · 
1994 · 
1995 · 
1996 · 
1997 · 
1998 · 
1999 · 
2000 · 
2001 · 
2002 · 
2003 · 
2004 · 
2005 · 
2006 · 
2007 · 
2008 · 
2009 · 
2010 · 
2011 · 
2012 · 
2013 · 
2014 · 
2015 · 
2016 · 
2017 · 
2018 · 
2019 · 
2020 · 
2021 · 
2022 · 
2023 · 
2024 · 
2025